# Shimla (district in Himachal Pradesh)
Shimla is een district in de Indiase deelstaat Himachal Pradesh. Het district heeft een oppervlakte van 5.131 km², telde in 2001 722.502 inwoners en bevat de hoofdstad van Himachal Pradesh, Shimla, dat vroeger de zomerhoofdstad van Brits-Indië was. Andere grote steden in het district Shimla zijn Asumpti en Rampur.
Het district ligt voornamelijk in het middelgebergte van de Siwaliks. De rivier Sutlej stroomt van oost naar west door het district. In het zuiden grenst het district aan de districten Solan en Sirmaur, in het noorden aan de Mandi en district Kullu en in het oosten aan Kinnaur en het district Uttarkashi in Uttarakhand.
Bilaspur · Chamba · Hamirpur · Kangra · Kinnaur · Kullu · Lahul and Spiti · Mandi · Shimla · Sirmaur · Solan · Una